# 麻雀倶楽部永田町・総裁戦
『麻雀倶楽部永田町・総裁戦』は、ヘクトから1991年4月25日に発売されたファミリーコンピュータ用の4人打ちの麻雀ゲームである。

## ゲーム内容
モードは２つ。みんじ党総裁の座を争う総裁戦モードと野党党首を含めた20人の政治家を相手にする勝ち抜き戦モード。ポン、ロンなどのかけ声やセリフなどは音声合成で再現されている。
総裁選を麻雀によって戦い、みんじ党総裁となるのが目的となる。ゲームに勝つことでポイントが得られる。ポイントを集めると他の代議士から票を奪い取れる。7人の総裁候補から一人を選び、270票以上を集めると長老3人との裁定戦となる。半荘2回の勝負中、1回でもトップを取ると合計得点がラストの長老に代わりドンが登場し、再び半荘が2回行われる。この半荘2回の合計でトップを取ると総裁の座に就くことができ、エンディングとなる。
勝ち抜き戦では野党党首を含めた20人を相手に10回戦を勝ち抜く。8回戦までは2位までに入れば勝ち抜きとなるが、残り2回戦は全てトップを取らなければいけない。

## 登場人物
総裁戦で登場するキャラクターは自民党の代議士16人。その中の１人を操り、総裁の座をかけて麻雀勝負に挑む。勝ち抜き戦では専用キャラクターでプレイすることになるので選ぶことはできない。

### 総裁候補
はなまる
たこした派所属。金丸信がモデル。
こざわ
たこした派所属。小沢一郎がモデル。
りゅうた
たこした派所属。橋本龍太郎がモデル。
しんたろ
あへ派所属。石原慎太郎がモデル。
よーへー
みやさる派所属。河野洋平がモデル。
かいぷ
こうのと派所属。海部俊樹元総理がモデル。
はまっこ
総裁候補の中で唯一派閥に属していない。浜田幸一がモデル。

### 会長
たこした
かくべの派閥に属する。竹下登元総理がモデル。
あへ
ふぐたの派閥に属する。育ちがいい為争い事が苦手。安倍晋太郎がモデル。
みやさる
ふぐたの派閥に属する。ゲーム発売当時総理だった宮沢喜一がモデル。
みみっち
なかそれの派閥に属する。大臣経験は多いが、根が正直な為一言多い。渡辺美智雄がモデル。
こうのと
会長の中で唯一派閥に属していない。計算高い完璧主義者。河本敏夫がモデル。

### 長老
かくべ
「よっしゃよっしゃ」が口癖。田中角栄元総理がモデル。オープニングにも登場。
ふぐた
「せたがやのこうもんさま」の異名を持つ。福田赳夫元総理がモデル。
なかそれ
「じょうしゅうのかざみどり」の異名を持つ。中曽根康弘元総理がモデル。

### ドン
きち
みんじ党のビル奥深くに隠れ住み、密やかに日本の政治を牛耳る影のフィクサー。昭和の妖怪の異名を持つ。岸信介元総理がモデル。

### 野党党首
ぶは
こうさん党の党首。不破哲三がモデル。
たかっこ
ちゃかい党の党首。土井たか子がモデル。
いじた
こんめい党の党首。石田幸四郎がモデル。
おうち
みんちゃ党の党首。大内啓伍がモデル。

## スタッフ
- プログラム：ピンプル・ミソジ（さとうしょうじ）
- デザイン：ポヨンチョ・オダチ（おだちひろよ）
- キャラクター・デザイン：さかいゆきお
- アシスタント・ディレクター：アガンボ・クサガ（くさがこうじ）、エディー・マツオ
- ディレクター：ジョンタ・ツルヤ（つるやじゅん）
- プロデューサー：マーサー・セキ（関雅行）
- プロデュース：ヘクト

## 評価
ゲーム誌『ファミコン通信』の「クロスレビュー」では合計24点（満40点）、『ファミリーコンピュータMagazine』の読者投票による「ゲーム通信簿」での評価は以下の通りとなっており、17.5点（満30点）となっている。
| 項目 | キャラクタ | 音楽 | お買得度 | 操作性 | 熱中度 | オリジナリティ | 総合 |
| 得点 | 3.0        | 2.9  | 2.7      | 3.0    | 3.0    | 3.0            | 17.5 |